# Ferdinand 13
Ferdinand 13 este un film românesc din 2016 regizat de Cecilia Ștefănescu. Rolurile principale au fost interpretate de actorii Alex Potocean, Nicoleta Lefter.

## Distribuție
Distribuția filmului este alcătuită din:
- Nicoleta Lefter
- Alexandru Potocean